# Сабліміті (Орегон)
Сабліміті (англ. Sublimity) — місто (англ. city) в США, в окрузі Меріон штату Орегон. Населення — 2 962 (2018).

## Географія
Сабліміті розташоване за координатами 44°49′45″ пн. ш. 122°47′33″ зх. д. / 44.82917° пн. ш. 122.79250° зх. д. (44.829253, -122.792522).  За даними Бюро перепису населення США в 2010 році місто мало площу 2,41 км², уся площа — суходіл.

## Демографія
Згідно з переписом 2010 року, у місті мешкала 2681 особа в 1063 домогосподарствах у складі 678 родин. Густота населення становила 1111 особа/км².  Було 1142 помешкання (473/км²).
Расовий склад населення:
| - 95,8 % — білих - 0,5 % — корінних американців - 0,4 % — азіатів - 0,2 % — чорних або афроамериканців - 1,0 % — осіб інших рас |

До двох чи більше рас належало 2,0 %. Частка іспаномовних становила 3,1 % від усіх жителів.
За віковим діапазоном населення розподілялося таким чином: 21,6 % — особи молодші 18 років, 49,4 % — особи у віці 18—64 років, 29,0 % — особи у віці 65 років та старші. Медіана віку мешканця становила 47,6 року. На 100 осіб жіночої статі у місті припадало 89,2 чоловіків;  на 100 жінок у віці від 18 років та старших — 81,5 чоловіків також старших 18 років.
Середній дохід на одне домашнє господарство  становив 59 912 долари США (медіана — 51 343), а середній дохід на одну сім'ю — 75 916 доларів (медіана — 74 632). Медіана доходів становила 52 656 доларів для чоловіків та 31 719 доларів для жінок. За межею бідності перебувало 10,0 % осіб, у тому числі 15,4 % дітей у віці до 18 років та 12,1 % осіб у віці 65 років та старших.
Цивільне працевлаштоване населення становило 1062 особи. Основні галузі зайнятості: освіта, охорона здоров'я та соціальна допомога — 19,7 %, публічна адміністрація — 14,7 %, науковці, спеціалісти, менеджери — 10,3 %, виробництво — 8,9 %.